# Niardo
Niardo (lombardul: Niàrt, kelet-lombardul: Gnàrt)település Olaszországban, Lombardia régióban, Brescia megyében. Lakosainak száma 1941 fő (2023. január 1.). Niardo Breno, Losine, Braone és Prestine községekkel határos.

## Népesség
A település lakossága az elmúlt években az alábbi módon változott:
| Lakosok száma | 1980 | 1995 | 1941 |
|               | 2017 | 2018 | 2023 |